# Proasellus aquaecalidae
Proasellus aquaecalidae là một loài chân đều trong họ Asellidae. Loài này được Racovitza miêu tả khoa học năm 1922.